# Miroslav Filipko
Miroslav Filipko (* 23. září 1973, v Banské Bystrici) je slovenský fotbalový brankář, který chytá v týmu Spartak Trnava. Je ženatý a má syna. Na dresu má číslo 1. Měří 189 cm a váží 84 kg.

## Klubová kariéra
Svoji fotbalovou kariéru začal v FK Dukla Banská Bystrica. Dále působil v: ŠK Martin, MFK Ružomberok, FC Spartak Trnava, FC Petržalka 1898, Hapoel Rishon LeZion F.C., Hapoel Tzafririm Holon F.C., SK Dynamo České Budějovice, Iraklis Soluň a 1. FC Slovácko.